# Trophée Puiforcat
Le trophée Puiforcat récompense depuis 2002 l'équipe victorieuse du championnat de France de golf messieurs mid-amateurs (+25 ans).
En 2023, ce Trophée sera organisé du 21 au 25 juin au Golf Club d’Aix-les-Bains, 5e plus vieux golf de France.  

## Historique
| Année | Lieu              | Vainqueur             | Finaliste             |
| ----- | ----------------- | --------------------- | --------------------- |
| 2023  | Aix les Bains     | Bordelais             | Bordeaux - Lac        |
| 2022  | Hossegor          | Bussy                 | Saint-Cloud           |
| 2021  | Bondues           | Bordelais             | Bussy                 |
| 2020  | Non disputé       |                       |                       |
| 2019  | Saint-Malo        | Saint-Germain         | Gouverneur            |
| 2018  | Moliets           | Saint-Germain         | Fourqueux             |
| 2017  | Aisses            | Domont-Montmorency    | Racing Club de France |
| 2016  | Crécy-la-Chapelle | Domont-Montmorency    | Le Prieuré            |
| 2015  | Dolce Frégate     | Saint-Cloud           | Fourqueux             |
| 2014  | Granville         | Bordeaux-Lac          | Saint-Cloud           |
| 2013  | Barbaroux         | Bordeaux-Lac          | Racing Club de France |
| 2012  | Amiens            | Racing Club de France | Bordeaux-Lac          |
| 2011  | Wimereux          | Bordeaux-Lac          | Saint-Cloud           |
| 2010  | Médoc             | Saint-Cloud           | Chantilly             |
| 2009  | Preisch           | Bondues               | Chantilly             |
| 2008  | Dolce Chantilly   | Bondues               | Paris Country Club    |
| 2007  | Troyes            | Paris Country Club    | Morfontaine           |
| 2006  | Ailette           | Paris Country Club    | Bondues               |
| 2005  | Nîmes Campagne    | Bondues               | Saint-Cloud           |
| 2004  | Seignosse         | Bondues               | Racing Club de France |
| 2003  | Val de Sorne      | Morfontaine           | Racing Club de France |
| 2002  | Deauville         | Racing Club de France | Nîmes Campagne        |